# Румянцева, Екатерина Леонидовна
Екатерина Леонидовна Румянцева (род. 28 января 1991 года, Биробиджан) — российская биатлонистка и лыжница, выступающая среди спортсменов с ограниченными возможностями, трёхкратная Паралимпийская чемпионка, двукратный серебряный призёр зимних Паралимпийских игр (2018).

## Биография
Закончила Приамурский государственный университет имени Шолом-Алейхема (Физмат). Она представляла нейтральных спортсменов-Паралимпийцев на Паралимпийских зимних игр 2018, это её первые Паралимпийские соревнования.
Екатерина завоевала золотую медаль в женских гонках на 6 км стоя на 2018 Паралимпийских зимних игр, а серебряную медаль завоевала её соотечественница Анна Миленина, который также выступал под нейтральным Паралимпийским флагом.

## Спортивные достижения
- Золото — Зимние Паралимпийские игры 2018 года (биатлон, 6 км.)[5]
- Золото — Зимние Паралимпийские игры 2018 года (лыжные гонки, 15 км.)[8]
- Золото — Зимние Паралимпийские игры 2018 года (биатлон, 10 км.)[источник не указан 1069 дней]
- Серебро — Зимние Паралимпийские игры 2018 года (биатлон, 12,5 км.)[9]
- Серебро — Зимние Паралимпийские игры 2018 года (лыжные гонки, 5 км.)[10]

## Награды
- Орден Почёта (2018 год) — за высокие спортивные достижения на XII Паралимпийских зимних играх в городе Пхенчхане (Республика Корея), проявленные волю к победе, стойкость и целеустремленность[11]
- Премия «Серебряная лань» (2019), присужденная по итогам 2018 года Федерацией спортивных журналистов России лучшим спортсменам.